# Mikołaj Sieniawski (podczaszy koronny)
Mikołaj Sieniawski herbu Leliwa (ur. ok. 1598, zm. 17 kwietnia 1636) – krajczy koronny (1620), podczaszy koronny (1628), starosta ratneński.
Jego ojcem był Adam Hieronim Sieniawski (podczaszy koronny) (1576-1619), podczaszy wielki koronny, a matką była Katarzyna z Kostków Sieniawska (1576-1648).
Jego bracia: Aleksander Sieniawski (1599-1621), Prokop Sieniawski (1602-1626) rotmistrz (z 1621 r.) i chorąży koronny.
Był uczestnikiem popisu pospolitego ruszenia ziemi lwowskiej i powiatu żydaczowskiego w 1621 roku. W czasie wojny polsko-tureckiej (1620–1621) został w 1620 roku wyznaczony komisarzem sejmowym przy hetmanie Janie Karolu Chodkiewiczu.
Poseł nieustalonego sejmiku małopolskiego na sejm nadzwyczajny 1626 roku. Poseł na sejm zwyczajny 1635 roku.
Zmarł 17 kwietnia 1636 r.
Nagrobek jego i dwóch braci wraz z nagrobkami rodziny, znajduje się w Kaplicy Zamkowej w Brzeżanach (obecnie zdewastowany). Cynowy sarkofag wykonany przez Jana Pfistera, podczas wojny polsko-bolszewickiej został przewieziony do Krakowa, obecnie znajduje się na zamku w Pieskowej Skale.